# Le Détective improvisé
Pour plus de détails, voir Fiche technique et Distribution.
Le Détective improvisé (titre original : The Rookie's Return) est un film muet américain réalisé par Jack Nelson et sorti en 1921.
À l'époque, le film fut annoncé comme étant la suite de La Permission de Teddy (23 1/2 Hours' Leave) de Henry King, dans lequel MacLean et May jouaient également, bien que leur personnage avait un nom différent dans ce film.
Une copie partielle du film se trouve à la Bibliothèque du Congrès,.

## Synopsis
James Lee Stewart, un jeune soldat de retour de la guerre, tente en vain de vendre des livres pour gagner sa vie, jusqu'à ce que sa riche tante meure et lui laisse une fortune. Une clause du testament stipule que si l'un des domestiques est renvoyé, il recevra 5 000 dollars. Malgré tous leurs efforts pour tenter de se faire licencier, James décide de garder les domestiques. Il confie son problème à un avocat qui est, à son insu, le père d'Alicia, une fille dont il est amoureux.

## Fiche technique
- Titre original : The Rookie's Return
- Réalisation : Jack Nelson
- Scénario : Archer MacMackin
- Production :  Thomas H. Ince Corporation
- Image : Bert Cann
- Durée : 50 minutes
- Dates de sortie : 
  - États-Unis : 23 janvier 1921
  - France : 7 juillet 1922

## Distribution
- Douglas MacLean : James Stewart Lee
- Doris May : Alicia
- Frank Currier : le père d'Alicia
- Leo White : Henri
- Kathleen Key : Gloria
- Elinor Hancock : Mrs. Radcliffe
- William Courtright : Gregg
- Frank Clark : Tubbs
- Aggie Herring : Mrs. Perkins
- Wallace Beery : François Dupont
- Kathleen Kay : Gloria